# 克萊爾蒙特 (明尼蘇達州)
克萊爾蒙特（英語：Claremont）是一個位於美國明尼蘇達州道奇縣的城市。

## 人口
根據2020年美國人口普查的數據，克萊爾蒙特的面積為2.79平方千米，當中陸地面積為2.79平方千米，而水域面積為0.00平方千米。當地共有人口513人，而人口密度為每平方千米184人。